# Rio Ouse
O rio Ouse é um curso de água em North Yorkshire, no Reino Unido. É formado a partir do rio Ure de Cuddy Shaw Reach, Linton-on-Ouse, perto da confluência do rio Swale e rio Ure. Ele flui através da cidade de York, e as cidades Selby e Goole antes convergentes com o rio Trent e depois desagua no rio Humber.

## Emitologia
'Ouse' a palavra é um nome muito comum em rios de Inglaterra - que deriva da palavra celta "Usa", a partir de * udso- , que significa simplesmente "água". 'River Ouse', portanto, na verdade, significa "Água do Rio", etimologicamente